# كأس البرتغال 2011–12
كأس البرتغال 2011–12 (بالبرتغالية: Taça de Portugal de 2011–12‏) هو الموسم 72 من كأس البرتغال. أقيم خلال الفترة 27 أغسطس 2011 وحتى 20 مايو 2012، وأشرف على تنظيمه اتحاد البرتغال لكرة القدم، وكان عدد الأندية المشاركة فيه 172، وفاز فيه نادي أكاديميكا كويمبرا.